# Klony (Świątki)
Klony (deutsch Kleinenfeld) ist ein Ort in der polnischen Woiwodschaft Ermland-Masuren. Er gehört zur Gmina Świątki (Landgemeinde Heiligenthal) im Powiat Olsztyński (Kreis Allenstein).

## Geographische Lage
Klony liegt im nördlichen Westen der Woiwodschaft Ermland-Masuren, jeweils 29 Kilometer südwestlich der einstigen Kreisstadt Heilsberg (polnisch Lidzbark Warmiński) bzw. nordwestlich der jetzigen Kreismetropole und auch Woiwodschaftshauptstadt Olsztyn (deutsch Allenstein).

## Geschichte
Das einstige Dorf Kleinenfeldt hieß nach 1785 Klenefeld und wurde erst nach 1874 Kleinenfeld genannt. Im Jahre 1874 wurde der Ort als eine Landgemeinde in den neu errichteten Amtsbezirk Elditten (polnisch Eldyty Wielkie) eingegliedert, der zum ostpreußischen Kreis Heilsberg im Regierungsbezirk Königsberg gehörte.
229 Einwohner lebten im Jahre 1910 in Kleinenfeld. Ihre Zahl stieg bis 1933 auf 241 und belief sich 1939 noch auf 211.
Als das gesamte südliche Ostpreußen 1945 in Kriegsfolge an Polen fiel, erhielt Kleinenfeld die polnische Namensform „Klony“. Heute ist der Ort in die Gmina Świątki (Landgemeinde Heiligenthal) im Powiat Olsztyński (Kreis Allenstein) eingegliedert – von 1975 bis 1998 der Woiwodschaft Olsztyn, seither der Woiwodschaft Ermland-Masuren zugehörig. Im Jahre 2021 zählte Klony 27 Einwohner.

## Religion
Klony gehört heute wie Kleinenfeld bereits vor 1945 zur römisch-katholischen Pfarrei Ełdyty Wielkie (Elditten), die jetzt dem Erzbistum Ermland untersteht.
Bis 1945 war Kleinenfeld außerdem in die evangelische Kirche Guttstadt (Dobre Miasto) in der Kirchenprovinz Ostpreußen der Kirche der Altpreußischen Union eingepfarrt. Heute ist Klony der Diözese Masuren der Evangelisch-Augsburgischen Kirche in Polen zugeordnet.

## Verkehr
Klony liegt an einer Nebenstraße, die bei Wilczkowo (Wolfsdorf) von der Woiwodschaftsstraße 593 abzweigt und über Konradowo (Waltersmühl) bis nach Komalwy (Komalmen) führt. Eine Bahnanbindung besteht nicht.

## Persönlichkeit
- Alfred Perk (* 26. September 1882 in Kleinenfeld), deutscher Landwirt und Politiker (DNVP) († 1960)